# تزریق مستقیم بنزین

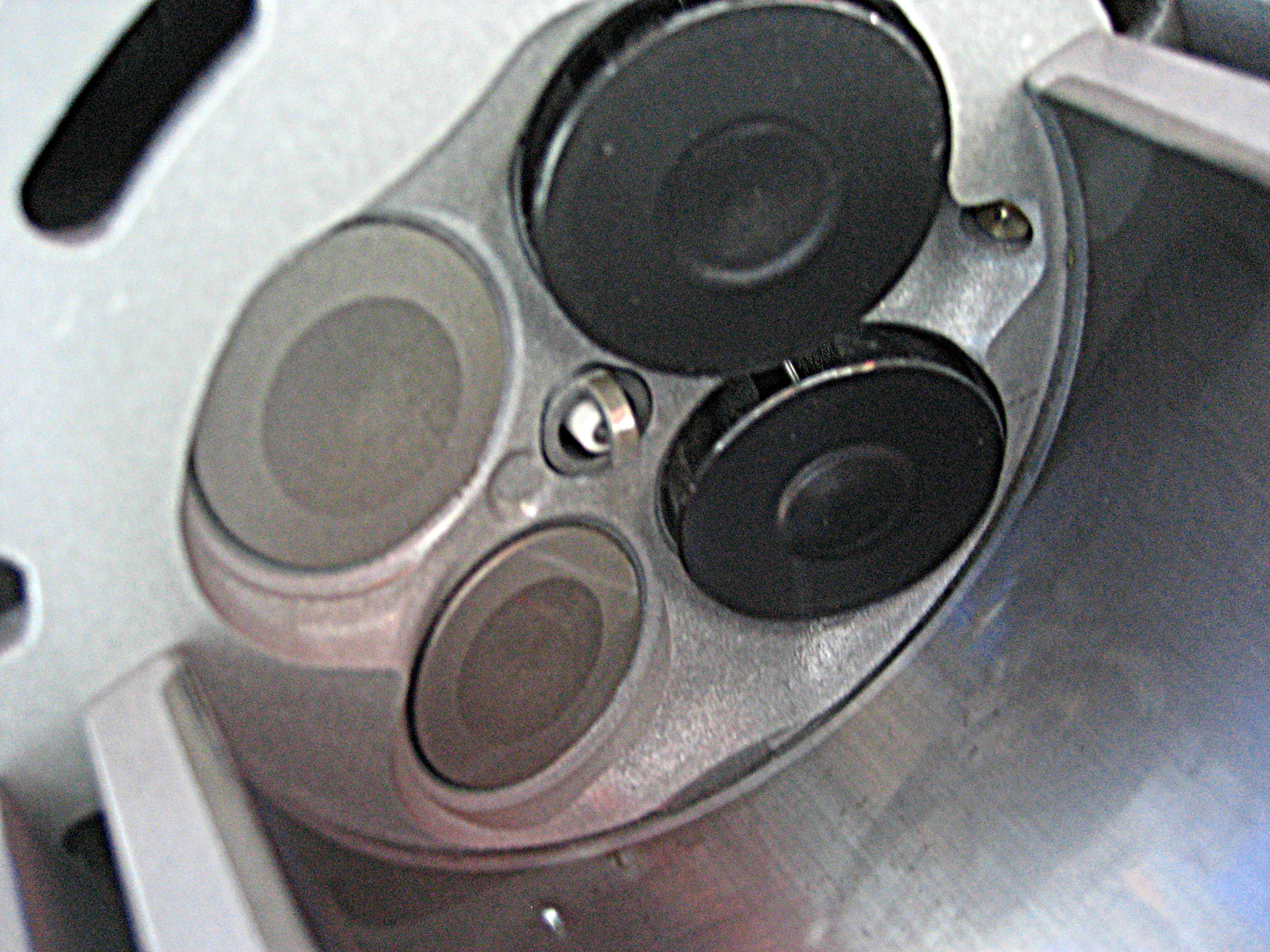
محفظه احتراق ۳٫۵ لیتری

پاشش مستقیم بنزین یا GDI در موتورهای درون‌سوز، یک گونه متفاوت از تزریق سوخت می‌باشد که در موتورهای مدرن دو زمانه و چهارزمانه بنزینی استفاده شده‌است. در موتورهای GDI، بنزین تحت فشار بالا قرار داده شده و از طریق ریل مشترک سوخت مستقیماً به درون محفظه احتراق هر سیلندر تزریق می‌شود. اما در تزریق چند نقطه‌ای سوخت معمولی، پاشش سوخت در منیفولد هوا، پشت سوپاپ ورودی یا در پورت سیلندر رخ می‌دهد. در سامانه پاشش سوخت چند نقطه‌ای (Multi Point Fuel Injection) (مخفف انگلیسی: MPFI) روی سر هر پیستون یک انژکتور قرار گرفته درصورتی‌که در سامانه پاشش سوخت تک نقطه ای (Single Point Fuel Injection) (مخفف انگلیسی: SPFI) یک انژکتور روی منیفولد ورودی قرار می‌گیرد که این سامانه دیگر مورد استفاده قرار نمی‌گیرد و در خودروهای جدید از سامانه پیشرفته تر یا همان MPFI استفاده می‌کنند. در برخی موارد، تزریق مستقیم بنزین قادر است احتراق با پرکردن لایه‌بندی شد (احتراق بسیار رقیق) جهت بهبود راندمان سوخت و کاهش سطح انتشار آلاینده‌ها را در بار کم موتور ایجاد کند.

## تئوری کارکرد
عمده برتری‌های یک موتور GDI افزایش راندمان سوخت و قدرت خروجی بالا هستند. بجز این اثر خنک‌کنندگی سوخت تزریق شده؛ با سامانه GDI سطح آلاینده‌ها می‌تواند دقیقاً کنترل شود. از دیگر سودمندی‌های عنوان شده، دستیابی به کنترل دقیق بر روی مقدار سوخت و تایمینگ (زمانبندی) پاشش می‌باشد که با شرایط مختلف بار موتور متغیر است. به‌علاوه، در مقایسه با موتور تزریق معمولی یا موتور کاربراتوری، در برخی از موتورهای GDI تلفات تراتلینگ (تلفات دریچه کنترل گاز یا دریچه خفانش) وجود ندارد که راندمان موتور را نحو چشمگیری افزایش داده و تلفات پمپاژ را در موتورهای بدون دریچه گاز (دریچه پروانه‌ای) کاهش می‌دهد. دور موتور به وسیله واحد کنترل موتور یا سامانه مدیریت موتور (EMS) کنترل می‌شود که کارکرد تزریق سوخت و تایمینگ (زمانبندی) جرقه را تنظیم می‌کند، در عوض داشتن (وجود) دریچه گاز، ورود هوای تدارک دیده شده را محدود می‌کند.
سامانه مدیریت موتور به‌طور پیوسته از بین سه حالت احتراق را انتخاب می‌کند: احتراق بسیار رقیق، احتراق استوکیومتریک و حالت حداکثر قدرت خروجی. هر حالت بوسیله نسبت مخلوط سوخت و هوا متمایز می‌شود، در نتیجه سوخت کمتر نسبت بیشتری ایجاد می‌کند. نسبت سوخت- هوا استوکیومتریک برای بنزین ۱ واحد وزنی به ۱۴/۷ واحد وزنی هوا است، اما در حالت بسیار رقیق این نسبت می‌تواند بیشتر از ۱ به ۶۵ باشد (یا حتی بیشتر در برخی از موتورها، برای مدت بسیار محدود). این مخلوط رقیقتر از آن مقداری است که همیشه در موتورهای معمولی می‌خواستند به آن برسند و میزان مصرف سوخت را کاهش داده‌است.
- حالت احتراق بسیار رقیق در بار کم یا کاهش سرعت، جایی که شتاب کمی لازم باشد، تحت شرایط رانندگی بار سبک استفاده می‌شود. سوخت در کورس مکش به درون سیلندر تزریق نمی‌شود بلکه کمی با تأخیر در کورس تراکم وارد سیلندر می‌شود بنابراین همین مقدار کم مخلوط سوخت و هوا به‌صورت بهینه‌ای کنار شمع قرار داده می‌شود. این پرکردن لایه بندی شده بوسیله هوای بسیاری احاطه می‌شود که سوخت را برای کاهش سطح آلاینده‌ها و افت حرارتی دور از دیواره‌های سیلندر نگه می‌دارد. احتراق در فضای خالی (گودی) روی سطح پیستون رخ می‌دهد. این فناوری استفاده از مخلوط بسیار رقیق را امکان‌پذیر می‌سازد که با کاربراتور یا تزریق سوخت معمولی غیرممکن است.
- حالت استوکیومتریک برای شرایط بار متوسط استفاده می‌شود. سوخت در طی کورس مکش تزریق می‌شود که یک مخلوط هوا – سوخت همگن درون سیلندر ایجاد می‌شود. بواسطه نسبت استوکیومتریک، یک احتراق بهینه با آلاینده خروجی پاک منتج می‌شود بنابراین به وسیله کاتالیست کانورتر تصفیه می‌گردد.
- حالت تمام بار برای شتاب‌گیری سریع و بارهای سنگین استفاده می‌شود (مانند بالا رفتن از یک تپه). مخلوط هوا - سوخت همگن بوده و این نسبت کمی غنی تر از حالت استوکیومتریک است که به پیشگیری و ممانعت از کوبش کمک می‌کند. سوخت در طی کورس مکش پاشیده می‌شود.
همچنین ممکن است تزریق مستقیم با دیگر فناوری‌های موتور مانند زمانبندی متغیر سوپاپ‌ها VVT و چند راهه یا منیفولد ورودی با طول متغیر VLIM هماهنگ گردد. پاشش آب یا گردش مجدد گاز خروجی EGR می‌تواند به کاهش آلاینده اکسیدهای نیتروژن ناشی از احتراق مخلوط بسیار رقیق کمک کند.

## سامانه‌های اولیه
تزریق مستقیم بنزین نخست در هواپیماهای تولیدشده در زمان جنگ جهانی دوم معرفی شد که توسط آلمانی‌ها (دایملر بنز) و اتحاد جماهیر شوروی سابق (KB) طراحی شده بود. نخستین سامانه تزریق مستقیم مورد استفاده در خودرو توسط شرکت بوش توسعه داده شد و با خودروهای Goliath و Gutbrod در سال ۱۹۵۲ معرفی شد. در سال ۱۹۵۵ مرسدس بنز SL۳۰۰؛ نخستین خودرو اسپرت بنزینی با استفاده از تزریق سوخت؛ از سامانه تزریق مستقیم استفاده کرد. انژکتورهای سوخت بوش و شمع‌ها در سوراخ‌های روی دیواره سیلندر جای گرفته بودند، در سایر موتورهای شش سیلندر مرسدس بنز نیز استفاده شدند (سپس جای شمع‌ها به سرسیلندر منتقل شد) که در این موتورها پاشش سوخت بوسیله حرکت سریع یک سمبه که توسط بادامک تحریک می‌گردید، انجام می‌شد.
سپس روند کلی بیشتر درخواست‌های تزریق سوخت جهت کاهش هزینه به سمت روش‌های تزریق غیرمستقیم پیش رفت.
در طی دهه ۱۹۷۰شرکت فورد موتور یک موتور با پر کردن لایه بندی شده را که ProCoنامگذاری کرد را توسعه داد، که از یک پمپ فشار بالای منحصربه‌فرد و انژکتورهای تزریق مستقیم استفاده کرد. یکصد خودروی Crown Victoria که در کارخانه Atlanta Assembly فورد در Hapeville, Georgia ساخته می‌شد، به موتور ProCo V۸ مجهز شدند.
پروژه موتورهای تزریق مستقیم فورد به چند دلیل کنار گذاشته شد از جمله؛ کنترل‌کننده‌های الکترونیکی به عنوان یک عنصر کلیدی که در مراحل اولیه پیشرفت بود، هزینه ساخت پمپ و انژکتورها بسیار بالا بود و اکسیدهای نیتروژن بیشتر از محدوده EPA تولید می‌شد، البته کاتالیست کانورتور سه راهه یک راه حل مؤثر ازرشمند بود که سپس و در آینده معلوم شد.

### سامانه‌های پسین (ثانویه، جدیدتر)
در سال ۱۹۹۶ تزریق مستقیم بنزین دوباره وارد بازر خودرو شد. نخستین شرکت که از موتور GDI استفاده کرد شرکت میتسوبیشی بود که در مدل‌های ۴G93 'sGalant/Legnum با موتور چهار سیلندر خطی ۱/۸ لیتری در بازار ژاپن بود. سپس در سال ۱۹۹۷ مدل Carisma در اروپا با موتور GDI فروخته شد، البته سوخت بدون سرب گوگرد بالای اروپا موجب مشکلات آلایندگی شده و راندمان سوخت کمتر از حد مورد انتظار بود. همچنین میتسوبیشی در سال ۱۹۹۷ موتور مولد قدرت GDI ۶ سیلندر ۳/۵ لیتری V شکل خود را با نام ۶G۷۴ توسعه داد. میتسوبیشی به‌طور گسترده از این فناوری استفاده نمود و بیش از یک میلیون موتور GDI در چهار خانواده تا پیش از سال ۲۰۰۱ تولید کرد.
همچنین در سال ۱۹۹۹ شرکت‌های پژو-سیتروئن PSA و هیوندا موتورز، هر دو از فناوری GDI میتسوبیشی مجوز گرفتند، سپس نخستین موتور GDI هشت سیلندر V شکل استفاده کردند. دایملر کرایسلر یک موتور ویژه برای سال ۲۰۰۰ تولید کرد که تنها در بازارهای با سوخت کم گوگرد عرضه نمود.
اگرچه شرکت‌های دیگر هم موتورهای تزریق مستقیم بنزینی را توسعه داداند، اما علامت تجاری GDI (که از حرف"I" استفاده شد) بنام میتسوبیشی موتورز ثبت شده‌است.
رنوموتور ۲ لیتری مبتنی بر تزریق مستقیم (IDE) خود را ابتدا در رنو مگان و سپس در رنو لوگان در سال ۱۹۹۹ معرفی کرد.
شرکت تویوتا، موتور تزریق مستقیم D۴ را در سال ۲۰۰۰ در خودروی تویوتا آونسیس معرفی کرد (موتور AZ تویوتا). تویوتا از ترکیب دو سامانه تزریق مستقیم و غیرمستقیم در موتور ۲GR–FSE V۶ استفاده کرد، که از دو انژکتور برای هر سیلندر استفاده می‌کرد، یک انژکتور تزریق در پورت معمولی و یک انژکتور تزریق مستقیم جدید.
سپس موتورهای GDI سازگارتر شده و به علت بازدهی بالایشان فروخته شدند.
در سال ۲۰۰۰ گروه فولکس واگن موتور GDI شان را که روی محصولاتشان نام تزریق لایه بندی شده سوخت FSI زده شده بود، معرفی کردند که نمونه اولیه این فناوری از خودروهای مسابقه آئودی Le Mans برداشته شده بود.
آلفارمئو نخستین موتور تزریق مستقیم خود را در سال ۲۰۰۲ با نام JTS معرفی کرد، امروزه این فناوری تقریباً در همه موتورهای آلفارمئو بکار رفته‌است.
BMW در سال ۲۰۰۳ موتور BMW N۷۳ GDI V۱۲ را معرفی کرد. در این سامانه ابتدا BMW از انژکتورهای فشار پایین استفاده کرد و نتوانست به حالت احتراق رقیق وارد شود، اما این شرکت دومین نسل سامانه تزریق رقیقتری را با نام straight-6 N۵۲ در سال ۲۰۰۶ معرفی کرد. این سامانه با پوشش گسترده‌تری از زمان احتراق رقیق با کارایی عمومی بالا از بیشتر سامانه‌های دیگر پیش افتاد. PSA با BMW در یک خط تولید مشارکت می‌کنند که نخستین نمونه در مینی کوپرهای ۲۰۰۷ عرضه شد.
در سال ۲۰۰۲ جنرال موتورز یک سلسله موتورهای GDI فول را جهت تولید طراحی کرد، اما تاکنون تنها سه گونه از این موتورها معرفی شده‌اند. در سال ۲۰۰۴ یک نمونه از ۲/۲ لیتری Ecotec به وسیله اپل ویکترا استفاده شده (شکل ۱۳–۱) و در سال ۲۰۰۵ یک نمونه ۲/۲ لیتری Ecotec با فناوری VVT برای اپل GT جدید، پونتیاک سولستیک GXP، واکسول GT، اپل Speedster و ساترن Sky Red Line استفاده شد. در سال ۲۰۰۸ یک موتور GDI، ۶/۳ لیتری LLT در نسل دوم کادیلاک CTS و کادیلاک STSاستغاده شد.
در سال ۲۰۰۴، ایسوزو موتورز نخستین موتور GDI خود را مطابق با وسایل نقلیه آمریکا تولید کرد. ایسوزو مدعی شد سودمندی‌های این موتور GDI این است که تبخیر سوخت یک تأثیر خنک‌کننده در موتور دارد و نسبت تراکم بالایی (۱۰/۳ به ۱ در مقابل ۹/۱ به ۱) را فراهم می‌سازد که قدرت خروجی را تا ۲۰ اسب بخار افزایش می‌دهد و زمان صفر تا ۶۰ مایل از ۹/۸ به ۵/۷ ثانیه کاهش پیدا کرد، با کاهش یک چهارم مایل از ۵/۱۶ تا ۸/۱۵ ثانیه طول می‌کشد.
شرکت مزدا از تزریق مستقیم تولید خودش در مدلهای Mazda speed 6/ Mazda 6 MPS / CX-7 sport-utility Mazda و مزداMazda speed ۳ جدید استفاده کرد که بازگشت به همان تزریق مستقیم اشتعال جرقه‌ای است (اغلب تولیدات مزدا به موتورهای دورانی وانکل مجهزند).
فولکس واگن در موتور جدید ۲ لیتری، ۱۶ سوپاپه، توربوشارژ شده و تنفس طبیعی چهار سیلندر خود از تزریق مستقیم استفاده کرد.

## تاریخچه موتورهای تزریق مستقیم دو زمانه بنزینی
بیشتر سودمندی‌های تزریق مستقیم در موتورهای دو زمانه مشخص شده‌است چون این سامانه درصد بزرگی از آلاینده‌های این موتورها را رفع کرده‌است. در موتور دو زمانه معمولی، هنگامی که پیستون در پایین قرار دارد، دریچه‌های ورودی و خروجی در یک زمان باز هستند. بخش بزرگی از مخلوط هوا و سوخت وارد شده به سیلندر از محفظه میل لنگ از میان دریچه ورودی، به‌صورت نسوخته مستقیماً از دریچه خروجی به بیرون می‌رود. در تزریق مستقیم سوخت، تنها هوا از محفظه میل لنگ وارد سیلندر می‌شود و زمانی که پیستون به طرف بالا حرکت کرده و هر دو دریچه را می‌بندد، سوخت تزریق می‌شود که موجب کاهش مصرف سوخت، کاهش آلایندگی و افزایش توان می‌گردد.
دو گونه سامانه تزریق مستقیم بنزین در موتورهای دو زمانه استفاده شده‌است:۱- فشار پایین با هوای اضافی ۲- فشار بالا
نخستی توسط شرکت موتور اوربیتال استرالیا (یا شرکت اوربیتال) توسعه داده شد که یک مخلوط سوخت و هوای فشرده شده را به درون محفظه احتراق تزریق می‌کند. هنگامی که هوا منبسط می‌شود قطرات سوخت در ابعاد ۸ میکرو متر به پودر تبدیل می‌شوند که نسبت به قطرات سوخت ۲۰ تا ۳۰ میکرومتری دیگر سامانه‌های تزریق مستقیم بسیار کوچکتر هستند. سامانه اوربیتال در تولید موتورهای کوچک توسط شرکت‌های Aprilia, Piaggio, Peugeot و Kymco و در کارخانه اوتبوارد موتور توسطMercury وTohatsu و در وسایل نقلیه آبی شخصی توسط کارخانه Bombardier Recreative Products (BRP) استفاده شد.
در اوایل سال ۱۹۹۰، شرکت Ficht GmbH از Kirchseeon آلمان، یک سامانه تزریق مستقیم فشار بالا را جهت استفاده در موتورهای دو زمانه را توسعه داد. انژکتور این موتور منحصربه‌فرد بود که به پمپ فشار بالا نیاز نداشت اما با این وجود قادر به تولید فشار کافی جهت تزریق سوخت در درون محفظه احتراق بسته بود. شرکت اوتبوارد مرین (OMC) مجوز این فناوری را در سال ۱۹۹۵ گرفت و در سال ۱۹۹۶ موتور تولیدی خود را عرضه نمود. OMC در سال ۱۹۹۸یک سامانه کنترلی ازFicht خرید. OMC در دسامبر سال ۲۰۰۰ اعلام ورشکستگی کرد و بخش تولید موتور و مارک‌های Johnson Outboards و Evinrude Outboard Motors را که دارای فناوری Ficht بودند در سال ۲۰۰۱ توسط BRP خریداری شد.
Evinrude که سامانهE-Tec را معرفی کرد، تزریق سوخت Ficht را بهبود داد که در سال ۲۰۰۳ در سازمان ثبت اختراعات ایالات متحده به شماره پتنت ۶۳۹۸۵۱۱ ثبت گردید. در سال ۲۰۰۴ Evinrude جایزه EPA Clean Air Excellence Award را به جهت استفاده از سامانهE-Tec دریافت کرد.
همچنین شرکت یاماها یک سامانه تزریق مستقیم فشار بالا برای موتورهای دو زمانه تولید کرد که با سامانه‌های تزریق مستقیم Ficht/E-Tec و Orbital تفاوت داشت، چون یاماها از یک پمپ سوخت مجزا، محرک تسمه‌ای، فشار تزریق بالا و مکانیکی جهت تولید فشار مورد نیاز برای تزریق در محفظه بسته استفاده کرد. این روش مشابه اغلب طرحهای رایج خودروهای چهار زمانه‌است.
EnviroFit یک شرکت غیرانتفاعی با مسئولیت دانشگاه ایالتی کلرادو، در یک پروژه جهت کاهش آلودگی هوا در جنوب شرقی آسیا، یک کیت مبدل تزریق مستقیم را برای موتور سیکلت‌های دو زمانه توسعه داد که از فناوری توسعه داده شده توسط شرکت اوربیتال استرالیا استفاده می‌کرد. سازمان سلامت جهانی اعلام کرده‌است که آلودگی هوا در جنوب شرقی آسیا موجب مرگ زودرس ۵۳۷۰۰۰ نفر در سال می‌شود. وجود ۱۰۰ میلیون موتورسیکلت و تاکسی دو زمانه در این بخش از دنیا عامل اصلی این مرگ و میر زود هنگام است.

## موتورهای سوخت ترکیبی
کد Bobcat، موتور جدید سوخت ترکیبی (دوقلو) فورد با کد Bobcat بر پایه یک بلوک موتور ۵ لیتری، V شکل ۸ سیلندر است که از تزریق در پورت و تزریق در سیلندر E۸۵ استفاده شده‌است. موتور با همکاریEthanol Boosting Systems, LLC از کمبریج، ماساچوست توسعه داده شده‌است که علامت تجاری پروسه DI Octane Boost نامیده شد. تزریق مستقیم اتانول، اکتان معمولی (معین) بنزین از اکتان ۹۱–۸۸ را به اکتان بیش از ۱۵۰ افزایش می‌دهد. از پروژه Bobcat در دپارتمان انرژی ایالات متحده و انجمن بین‌المللی مهندسان آمریکا در آوریل ۲۰۰۹ پرده برداری شد.